# Clamator coromandus
Il cuculo alicastane o cuculo dal ciuffo alirosse (Clamator coromandus Linnaeus, 1766) è un uccello della famiglia Cuculidae.

## Tassonomia
Clamator coromandus non ha sottospecie, è monotipicoè un uccello della famiglia Cuculidae.

## Aspetti morfologici
Il cuculo alicastane è un cuculo di medie dimensioni, di circa 47 cm di lunghezza.

## Distribuzione e habitat
Questo uccello vive in Asia meridionale e sudorientale, dall'India al Vietnam, in Cina, Filippine e Indonesia. È di passo in Giappone e su Palau.